# Crotalaria jurioniana
Crotalaria jurioniana är en ärtväxtart som beskrevs av Rudolf Wilczek. Crotalaria jurioniana ingår i släktet sunnhampor, och familjen ärtväxter. Inga underarter finns listade i Catalogue of Life.